# 柏孜克里克千佛洞
柏孜克里克千佛洞（維吾爾語：بېزەكلىك مىڭ ئۆي‎），也被称为柏孜克里克石窟，有“美丽装饰之所”之意。唐时被称为宁戎寺或宁戎窟寺，位于中国新疆维吾尔自治区吐鲁番市木头沟，是高昌石窟的一部分，是第二批全国重点文物保护单位。
柏孜克里克千佛洞现存洞窟83处，其中超过40处留存有壁画，壁画面积超过1200平方米，内容以佛教壁画为主，也有摩尼教壁画。千佛洞始凿于麴氏高昌时期，经过唐西州，在高昌回鹘时期成为王室寺院，伊斯兰教在吐鲁番地区广泛传播后千佛洞逐渐衰败。直至19世纪末，西方国家开始对吐鲁番等地千佛洞探查时，重回世人视野，俄国、德国、英国、日本先后派出探险队，对柏孜克里克千佛洞进行探查和编号，并从柏孜克里克千佛洞割取壁画、发掘文物。中瑞西北科学考查团起，中国开始参与到对柏孜克里克千佛洞的探查、发掘、保护中。
如今，柏孜克里克千佛洞除残留于千佛洞的部分壁画外，其壁画和其他文物还分布在德国柏林民族博物馆与亚洲艺术博物馆、俄罗斯艾尔米塔什博物馆、印度新德里国立博物馆、英国大英博物馆、韩国国立中央博物馆、日本东京国立博物馆及龙谷博物馆、中国旅顺博物馆和吐鲁番博物馆等博物馆中。除壁画文物外，从柏孜克里克千佛洞中还出土千余片汉文、回鹘文、婆罗米文、粟特文、西夏文等语言文书残片，以及塑像、丝织品、木构件等文物。

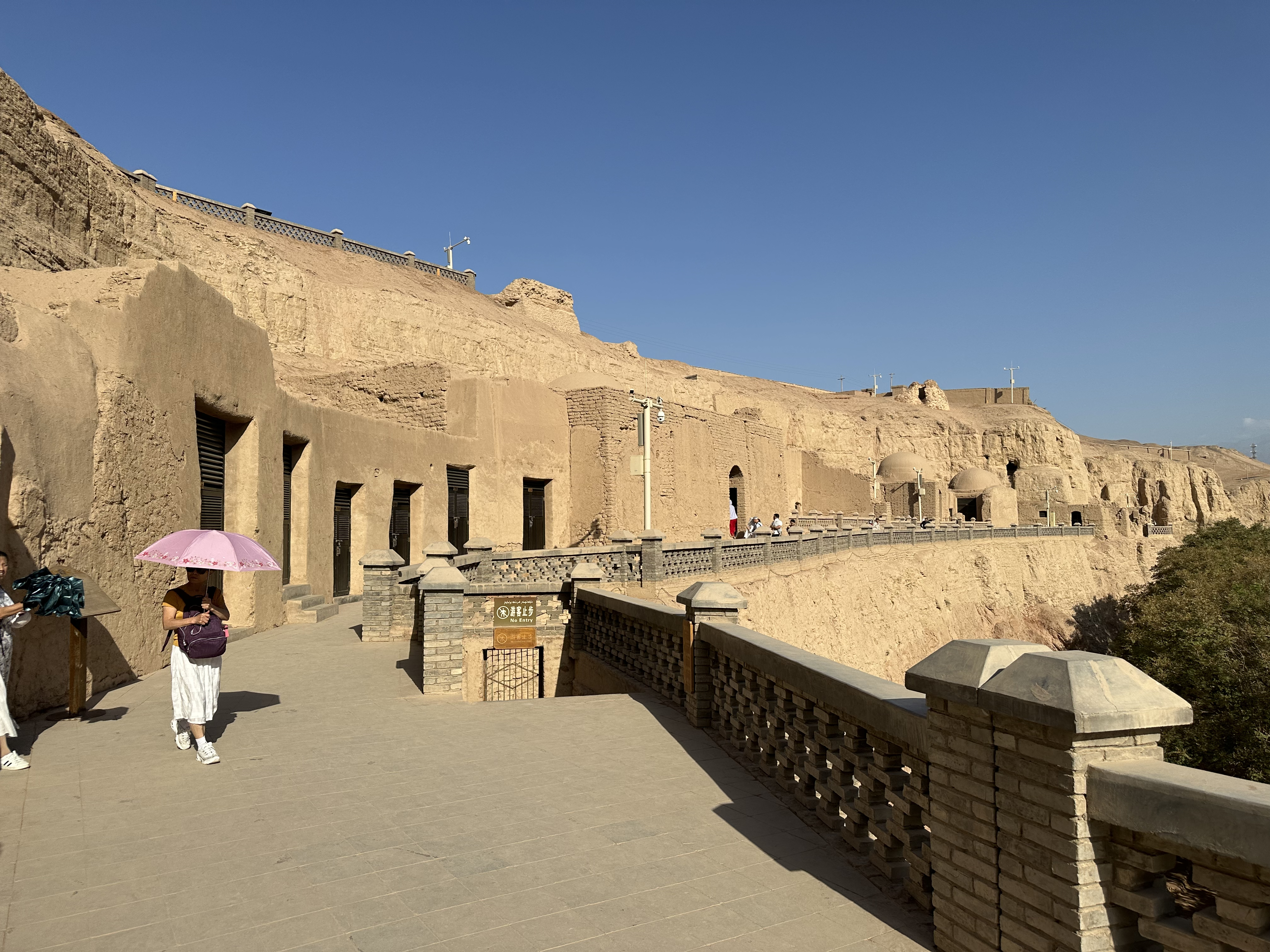
柏孜克里克千佛洞（自南向北）

## 地理环境
柏孜克里克千佛洞位于中华人民共和国新疆维吾尔自治区吐鲁番市高昌区胜金乡木日吐克村南3千米的火焰山处，位于木头沟谷西侧断崖上，呈南北向分布，绵延千余米。海拔100米到160米。位于吐鲁番市东40千米，胜金口千佛洞北5千米，距离高昌古城10千米左右。在火焰山及周边分布着近十处石窟寺院，除柏孜克里克千佛洞外，吐峪沟石窟、胜金口千佛洞、雅尔湖石窟、拜西哈尔石窟等，这些石窟（千佛洞）统称为高昌石窟。

## 开凿历史

### 麴氏高昌时期
柏孜克里克千佛洞始凿时间约为麴氏高昌时期，但具体时间并无直接记录。20世纪80年代，吐鲁番地区文物管理所在对柏孜克里克千佛洞进行清理维修时，发掘出建昌五年（559年）《妙法莲花经·观世音菩萨普门品》残卷。且对石窟木结构建筑构建进行放射性碳定年法，测定为5到6世纪。基于此确定了柏孜克里克千佛洞的大致时期。新疆社会科学院历史研究所李树辉曾根据吐鲁番三堡出土《麹斌造寺碑》之碑文等证据判断柏孜克里克千佛洞的始凿时间为建昌元年（555年）。
修凿于这一时期的洞窟包括第9窟、第18窟、第34窟，其中第9窟和第34窟后被重修重绘，仅第18窟还留有早期壁画。此时的窟以大型中心柱窟为主，壁画采用券顶绘斗四式平棋图案。壁画颜色主要是石蓝、石绿等冷色。

### 唐西州时期
唐西州时，柏孜克里克千佛洞被称为“宁戎寺”或“宁戎窟寺”。源自莫高窟出土的《西州图经》写本中“宁戎窟寺一所，右在前庭县界山北廿二里宁戎谷中，峭巘三成，临危而结极拯，曾峦四绝，架迴而开轩，既庇之以崇巖”。1984年，从柏孜克里克千佛洞第80窟的废墟中发现《杨公重修寺院碑》，其中记载了北庭大都护、伊西北庭节度杨袭古在贞元二年到六年（786年到790年）在此兴土木，在窟下造厅、冬厨，以及廊、窟等设施，并在窟下栽种葡萄的事迹。此时期代表洞窟包括第16窟、第69窟等。此时期的洞窟不仅有中心柱窟，还包括大型纵券顶长方形窟。此时的壁画出现了中原地区流行的大型经变画。柏孜克里克千佛洞壁画创作在此时期到达高峰。此时壁画的特点大量使用石绿色。

### 高昌回鹘时期

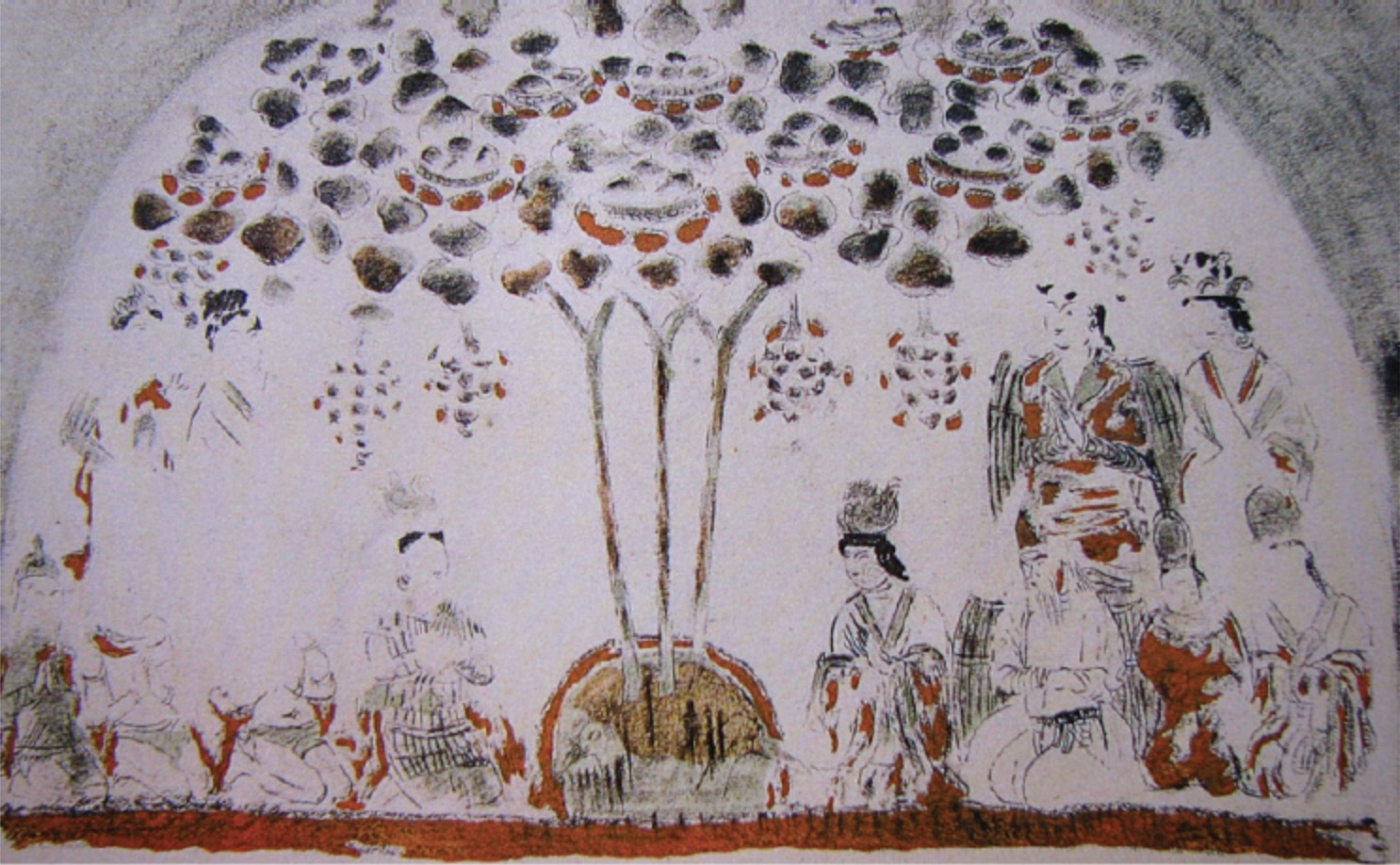
第38窟的摩尼教徒禮讚生命樹壁畫，9-11世紀

牟羽可汗起，回鹘人信仰开始摩尼教。高昌回鹘初期，回鹘人依然信仰摩尼教，摩尼教壁画在柏孜克里克的体现仅剩第38窟的《礼赞生命树壁画》。不过取代西州后不久，回鹘人皈依佛教，于是开始对石窟进行大规模的修建、改建，并将柏孜克里克千佛洞作为其王室寺院，此时还出现贵族、侍者所开凿的石窟。属于10世纪到11世纪的包括第15窟、第20窟、第31窟等。此时的壁画因高昌回鹘处于鼎盛时期，回鹘可汗生前荣华富贵，希望死后成佛，此时期石窟壁画题材流行释迦摩尼本生因缘故事和雕塑、绘画相结合的《涅槃经变》等。属于12世纪到13世纪的包括第39窟、第40窟、第42窟。此时石窟以坐佛、立佛、供养菩萨像、千手千眼观音等经变故事为主，高昌走向衰败时期的回鹘可汗从希望成佛变为求佛祖保佑。
此时的洞窟形制出现了将中原地区木结构和当地土建相结合的工艺创建的中心殿堂窟，也就是将中心柱窟改制成方形穹窿顶殿堂，殿堂外保留有甬道，用于礼拜环绕。高昌回鹘时期的壁画开始程式化，造型以铁线描为主，用色丰富，制作佛像会使用到金箔，且绘画水平较高。13世纪初，藏传佛教在吐鲁番开始流行，柏孜克里克千佛洞出现了穿蒙古服饰的供养人像和藏式佛塔。13世纪末，高昌回鹘的亦都護家族东迁至甘肃永昌一带，柏孜克里克千佛洞成为民间寺院，并逐渐开始衰落。随着伊斯兰教传播至吐鲁番，包括柏孜克里克千佛洞在内的佛教寺院逐步颓败。

## 调查过程

### 西方调查
19世纪末，俄国民族学家克列门茨前往吐鲁番，探查了包括柏孜克里克千佛洞的洞窟在内的130个洞窟，克列门茨在此次探查将部分柏孜克里克千佛洞的壁画运返俄国，开创了从新疆石窟切割壁画并带回本国的先河。克列门茨的活动对东方学界影响颇深，从此开启了各国对包括新疆在内的中亚地区的探查和考古热潮。进入20世纪后，奥登堡于1909年末到1910年初前往吐鲁番等地进行调查，并前往柏孜克里克千佛洞割取壁画等文物。1914年，奥登堡再次前往吐鲁番，在柏孜克里克千佛洞再次割取壁画，并将发掘的文书等文物带回俄国。现奥登堡带回的文物，如第27窟的文殊信仰壁画残片、第15窟的《誓愿图》（供养图）等藏于俄罗斯艾尔米塔什博物馆。
德国人组成德国吐鲁番考察队三次前往柏孜克里克，第一次由探险家格伦威德尔带队带领东方学者、探险家胡特等人组成的探险队于1902年11月到1903年3月间前往柏孜克里克，此行并未割取壁画。第二次是由探险家勒柯克领队，于1904年11月到1905年12月从柏孜克里克带走大量壁画、文书、雕像、石刻等文物。1905年12月，勒柯克和格伦威德尔在喀什噶尔会合并北上，对库车等地考察后，第三次对吐鲁番进行考察。由勒柯克和格伦威德尔割取的壁画等文物在柏林民族博物馆展出，超过一半的壁画毁于第二次世界大战时的空袭。如今部分壁画藏于柏林亚洲艺术博物馆。关于柏孜克里克的调查和壁画，格伦威德尔和勒柯克分别著有书籍《高昌故城及其周边地区的考古工作报告 1902-1903年冬季（Bericht über archäologische arbeiten in Idikutschari und umgebung im winter 1902-1903）》《中国新疆的古代佛教遗迹（Altbuddhistische Kultstätten in Chinesisch-Turkistan）》和《火州（Chotscho）》《中亚古代后期的佛教（Die buddhistische Spätantike in Mittelasien）》等。
英国探险家斯坦因第三次中亚探险时，吐鲁番是其主要考察地区之一。柏孜克里克是斯坦因吐鲁番考察的开端，于1914年11月开始。斯坦因对勒柯克等人挖宝行径并不满意，开始对柏孜克里克至少60个洞窟的壁画“系统性”的搬走。到1915年2月，斯坦因从柏孜克里克等地“收获”的140余箱壁画和其他文物随他离开了吐鲁番，这些壁画和文物现主要藏于印度新德里国立博物馆和英国大英博物馆。斯坦因所著书籍《亚洲腹地考古图记（Innermost Asia）》中有柏孜克里克千佛洞的平面图。
1908年，日本人组成的大谷探险队的野村荣三郎等人前往柏孜克里克，对其中47个洞窟进行发掘，出土包佛头像、佛教绢画、《金刚经》残碑等文物，并在此割取8块大型壁画和数量更多的壁画残块。1912年，吉川小一郎两次前往柏孜克里克，发掘相当数量的回鹘文抄本残件，并割取壁画。这些文物大部分被运回日本，其中一部分现收藏于日本东京国立博物馆。另一部分原存放于神户郊外大谷光瑞的别墅内，这其中一部分被出售给久原房之助，久原房之助又将这些壁画和文物赠送给朝鲜总督寺内正毅，这部分文物现藏于韩国国立中央博物馆。被大谷光瑞收藏的另一部分被其带回中国，现收藏于和旅顺博物馆。其余大谷光瑞收藏的文物基本由日本龙谷博物馆收藏。
除俄、德、英、日外，法国吉美国立亚洲艺术博物馆馆长哈金于1931年11月前往柏孜克里克千佛洞，对其中第1窟、第3窟、第6窟、第7窟、第19窟等洞窟拍摄照片，并发表于其中亚考古研究的书籍中。

### 中方调查
1928年，中瑞西北科学考查团抵达新疆开始科学考察，考察团成员考古学家黄文弼在吐鲁番考察，途径柏孜克里克千佛洞时，对其进行探查。此时千佛洞许多壁画不仅被勒柯克等人割取，剩余部分也遭到破坏。此次考察过程和成果刊登于《吐鲁番考古记》中。1950年代初期，由阎文儒、常书鸿等人组成的西北文化局新疆文物调查工作组对柏孜克里克千佛洞等新疆境内遗存进行复查或再次发掘。1961年，中国佛教协会和敦煌文物研究所（今敦煌研究院）组成新疆石窟调查组，调查天山山脉以南的石窟。参与调查的单位包括北京大学、敦煌文物研究所、中国佛学院、新疆维吾尔自治区博物馆。在对柏孜克里克千佛洞调查时，对柏孜克里克千佛洞对各洞窟进行测绘、编号，当时有编号的洞窟有57个。此次调查成果以《新疆天山以南的石窟》为题发表于1962年的期刊《文物》上。
1970年代末到1980年代初，吐鲁番地区文物保管所（今吐鲁番市文物管理局）清理维修了柏孜克里克千佛洞坍塌损坏的洞窟。并对千佛洞崖前遗址区进行清理，发现部分石窟之间或附近的14个新洞窟，并将新发现的洞窟编号为第58窟到第71窟。又在山崖之下清理出11个洞窟，编号为第72窟到第83窟。此次清理发掘的成果以《柏孜克里克千佛洞清理简记》为题刊登于1985年的《文物》期刊上。进入21世纪后，新疆维吾尔自治区文物考古研究所为配合柏孜克里克千佛洞窟前抢险加固工程，对涉及区域进行抢救性发掘。清理出50余座洞窟、房址、佛塔等遗迹，其中洞窟近20处。此次成果形成《新疆柏孜克里克千佛洞窟前遗址发掘简报》，发表于2012年的《文物》期刊上。

## 石窟编号
柏孜克里克千佛洞的石窟存在有多个编号系统。德系编号或格伦威德尔编号是德国吐鲁番考察队所使用的编号，共编40窟。西方学者曾倾向使用德系编号。斯坦因将石窟编为14个。黄文弼在《吐鲁番考古记》中对石窟编号18个。1961年新疆石窟调查组的考察将柏孜克里克千佛洞的57个石窟进行编号。这些编号均由北向南编排，但收录均有缺失。1981年吐鲁番地区文管所公布的编号是较为全面的编号系统，共有编号洞窟83个，不过和如今千佛洞窟外标签略有不同。现柏孜克里克千佛洞石窟窟外标签编号与1995年出版的《中国壁画全集6·吐峪沟 柏孜克里克》编号基本一致，即第9窟为德系编号第1窟；斯坦因编号的i窟；吐鲁番文管所、新疆石窟调查组编号第9窟。

## 石窟遗迹

柏孜克里克千佛洞（左南右北）

### 概说
柏孜克里克千佛洞可分为以佛塔为主的上层，以洞窟为主的中层，由洞窟、生活区等组成的下层，各层有楼梯相连。所有洞窟中第1至第7窟位于悬崖最北端。第8窟到第39窟分布在断崖中部，崖壁平整，是现存较好洞窟。其中第8窟到第26窟坐西朝东，第24窟到第27窟崖体向东倾斜，第30窟到第39窟面向东北。第40窟到第57窟位于南端，崖壁曲折，多为小型窟。第27窟对面有踏道，沿阶而下分布着第75窟到第83窟。除洞窟外，下层还分布着佛殿、存放舍利的影窟、塔、廊和生活区。所有洞窟中有40余个有壁画的洞窟，壁画总面积超过1200平方米。昔日寺门开于木头沟西侧的树林中。柏孜克里克千佛洞的洞窟多为单间，仅有两处双间形制。另外在崖体顶部存有3座佛塔，最南部保存较好，下层存有3座佛塔。
柏孜克里克千佛洞的石窟开凿方式并不相同，早期石窟为直接掏挖山体而形成，但这种石窟容易坍塌。其后有石窟被开凿者用土坯圈砌一层，用于加固。随着时间的推移，又出现在石窟前建造房屋，形成房屋与石窟为整体的石窟形式。也有直接在山体前修建房屋，以房屋充当石窟的形式。柏孜克里克千佛洞的石窟前室大半已坍塌，所留遗存包括主室、行道或后室。当地石窟建筑形式主要分为三种，即中心柱窟、长方形券顶窟、方形穹顶窟。其他形式的石窟均由此三种建筑形式发展而来。以用途区分柏孜克里克千佛洞的石窟大致分为四类，一为数量最多的礼拜窟；二为僧人修行的禅窟；三为生活住所；四为纪念高僧的影窟。柏孜克里克千佛洞壁画大致分为因缘故事、经变故事、千佛题材、供养人像四大类。

### 第9窟
柏孜克里克千佛洞第9窟，即德系编号第1窟，属于中心柱窟，初开凿于麴氏高昌时期，后经重修重绘。中心柱四壁本有雕像，皆毁，仅存佛背光。正壁台座正面绘有图像《鹿野苑初转法轮》；三身比丘供养人像和三位世俗供养人像分别绘于左右两侧。洞窟从前室到甬道的内外壁绘有千佛图像，前室右侧绘有多排塔中坐佛，左侧残存数排塔中坐佛；右甬道外壁存7排千佛图像，配有回鹘文和汉文榜题，内壁即中心柱右壁的残存佛背光由火焰纹、卷草纹等图案组成，周围绘有数排千佛；左甬道外壁有和右甬道外壁形制类似的前佛，但仅存数量较少。内壁即中心柱左壁除已毁的佛像外，左右两边绘有供养人像；后甬道内外壁绘有菩萨像，在佛龛中有佛像底座，龛内绘数排菩萨造像，皆有头光。第9窟顶部壁画脱落较为严重，仅存宝相花纹为主，装饰垂幔纹的残存。

### 第15窟
柏孜克里克千佛洞第15窟，即德系编号第4窟，是中心殿堂带回廊（甬道）的洞窟，修凿于10世纪到11世纪，高昌回鹘兴盛时期。洞窟中间是方形殿堂，殿堂后侧修有放置佛像的平台。殿堂门前修有踏步，与回廊相连。回廊围绕于殿堂，正门两侧开有小门。殿堂顶为完全用土坯砌筑而成的圆形穹窿顶，顶部用石绿、红、白等颜色绘制而成，花纹图案以莲花、云头组成的宝相花纹为主，空隙处有流云。顶部和侧壁相交之处有垂幔文图案。殿堂壁画以大悲观音图像为中心，左右为毗沙门天图像。左甬道、右甬道、后甬道顶为纵券顶，内壁连续绘有多幅《佛本行集经变相》，其中现存最完整的佛本行集经变相现位于艾尔米塔什博物馆，1.25×2.15米，原位于后甬道侧壁。第15窟壁画的制作工艺与其他窟的制作工艺略有不同。该窟壁画绘于土坯砌筑的墙上，而非直接在山体上绘画。

### 第16窟

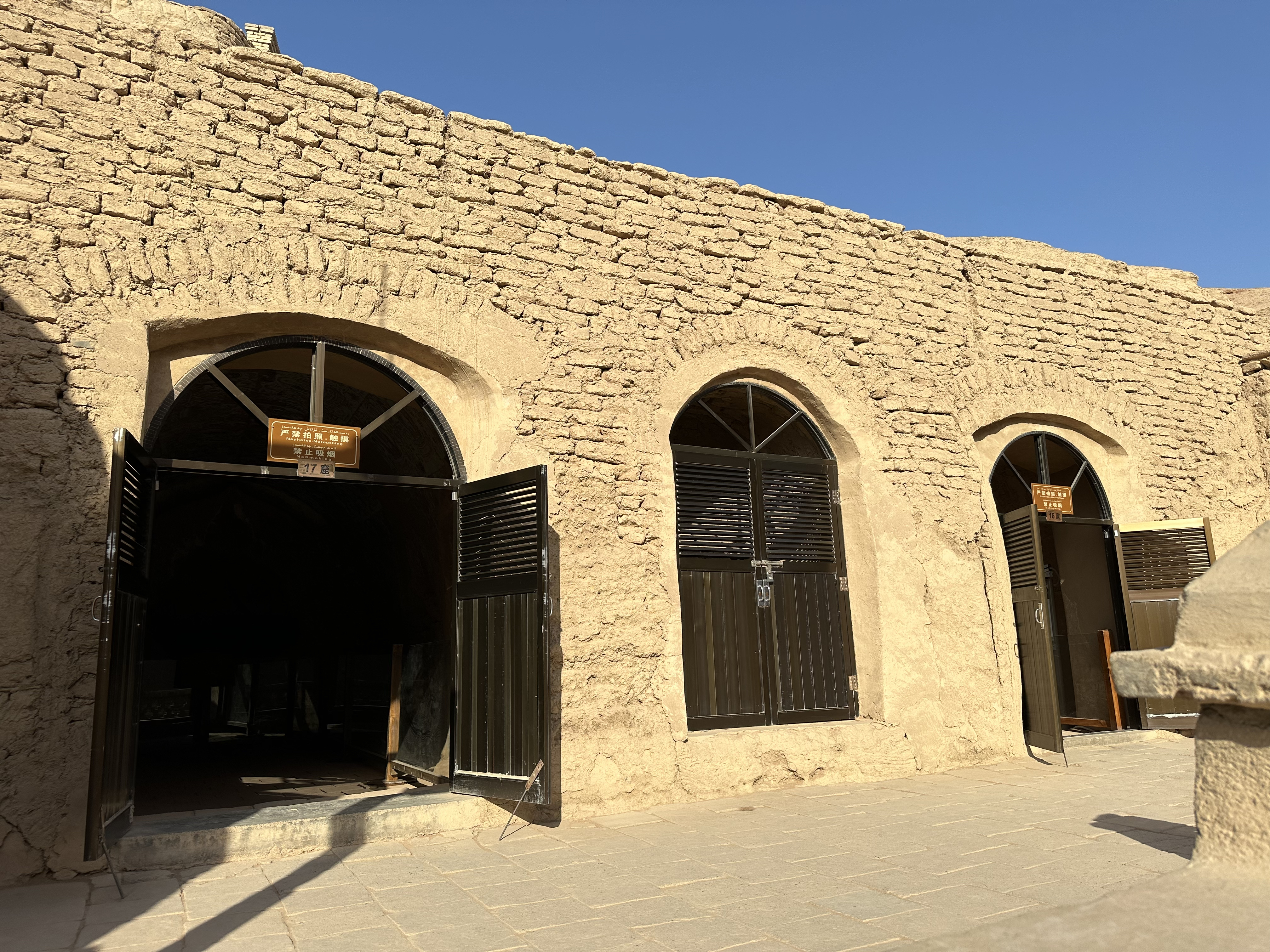
柏孜克里克千佛洞第16窟和第17窟（德系编号第6窟和第7窟）

柏孜克里克千佛洞第16窟，即德系编号第6窟，是纵券顶长方形窟，开凿于唐西周时期。地面中央尚存有台基，后壁前有涅槃台，涅槃台前壁壁画隐约可见。洞窟左右两侧绘有说法图，左壁上方有两身飞天，右壁后端有破坏较为严重的涅槃经变·奏乐婆罗门，绘有乐器曲项琵琶、大鼓、拍板、筚篥、笛等。窟顶为数排方格的《佛说法图》，六边形台座莲花，上有佛跏趺坐，手持说法印契，佛左右各有两人，佛右侧下方是包括婆罗门、菩萨在内的故事人物，每幅图上有梵文榜题。右壁原有多排供养人像。供养人站在黄低红色波头纹地毯之上，手持莲枝正在供养。各供养人服饰、配饰不同，但应是回鹘人形象，每人有写有回鹘文的竖式条幅。供养人像壁画现藏于柏林亚洲艺术博物馆。

### 第18窟
第18窟，德系编号第8窟，是柏孜克里克千佛洞现存洞窟中能看清壁画内容最早的洞窟，开凿于麴氏高昌时期，属于大型中心柱窟。洞窟的大部分壁画于高昌回鹘时期重修重绘。后甬道上半部和洞窟顶部保留有麴氏高昌时期壁画，其中后甬道顶部有着柏孜克里克千佛洞所有洞窟中现存唯一的仿木结构平棋装饰，四方套叠三层，中心为圆形莲花和变体；中层环绕有绿水图案，岔角绘有团花或莲蕾；外层是平行线条等几何图形作为边饰。韩国国立中央博物馆馆藏的一块千佛像壁画出自于此窟右甬道后端南侧墙壁上，同为麴氏高昌时期壁画。

### 第20窟
柏孜克里克千佛洞第20窟，即德系编号第9窟，位于断崖中部，是在在山体前使用土坯砌筑而成的大型中心殿堂窟。第20窟修凿于10世纪到11世纪，高昌回鹘兴盛时期。第20窟由前室、中心殿堂、甬道组成，中心殿堂平面为正方形，顶部为穹窿顶。中心殿堂的地面有佛台座痕迹，四周有回廊（甬道）。中心殿堂的正壁壁画中心为大悲观音变相，左右壁配有毗沙门天王，分别为毗沙门率诸神游苑池图和毗沙门及其眷属乘云渡海巡查土地的景象。门壁两侧各绘有三排回鹘供养人。甬道壁绘有15幅《佛本行集经变相》，内容以释迦牟尼佛累世供养诸佛终成佛的故事为主。每幅画面上的榜题以婆罗米文加梵文的形式题写。15幅壁画的构图基本均为大型立佛位于中心，周围从上至下分别绘有天部、执金刚、比丘、披萨、婆罗门、国外、商人等。题材包括《云童子授决定记经变》《婆罗门以香汤供佛》等。左甬道内壁绘有三身僧都统供养像，配有汉文和回鹘文的人名榜题。右甬道绘有三身持花高僧像，配有婆罗米文榜题。因长期被沙淹埋，第20窟壁画保存良好，但该窟壁画基本被勒柯克割取移至德国，部分毁于第二次世界大战。

### 第40窟
柏孜克里克千佛洞第40窟，即德系编号第27窟，是长方形纵券顶窟，修凿于高昌回鹘衰落时期。正壁残留有佛像头光和背光，之上有华盖，上部有残缺壁画。佛像头光和背光的两侧有模糊的图像，格伦威德尔在此调查时尚能看清摇铃小鬼、飞翔散花童子、跪姿祈祷者。正壁下侧原有70厘米高的底座，现空无一物。顶部绘有十排千佛像。门壁的壁画已脱落。左壁壁画以观音为主尊，但已十分模糊。右壁为《如意轮观音经变》，尚能辨认。

## 出土文物
经过多年的发掘、清理，柏孜克里克千佛洞出土有塑像、丝织品、木构件、文书等文物，其中文书有千余残片，内容、题材多样。文书包括近800件汉文文书，回鹘文文书近百件，汉文、回鹘文合璧文书130余件，婆罗米文近30件，另有粟特文文书、西夏文文书等。柏孜克里克出土文书以佛经残片为主，内容上经、律、论、密均有，既包括《大宝积经》《大般若经》《华严经》《涅槃经》等，也包括《阿含部》等。出土文书形式包括写本和印本，其中小部分较古老的写本集中于对小乘佛教经典的抄写，剩下大多是对大乘佛教经典的传播，其中对《妙法莲华经》的穿抄多至百余件。除佛经外，也包括摩尼教、道教文书，另外还有少量儒家典籍、史籍等其他文书残片。

## 艺术特点
柏孜克里克千佛洞的壁画多于高昌回鹘时期绘制，此时的壁画不仅继承了唐西州的传统，也将汉传佛教画风和五代宋元时期的新佛教题材、犍陀罗艺术风格中的屈铁盘丝线条、龟兹壁画艺术里的凹凸渲染元素等融入，从而形成的回鹘画风格。
柏孜克里克壁画的回鹘画风格在此时从较为随意的制作转为高度程式化的制作，许多壁画的布置、内容趋同，尤其是程式化的佛本行经变绘制。壁画人物造型端庄挺拔、身材敦实。壁画的制作工艺会用淡墨打底，再敷色填彩，后用蘸朱砂颜料的铁线定稿。壁画大部分以赭色打底，所有洞窟以暖色调为主。因为洞窟空间狭小，透视视差较为强烈，为使得在狭小空间看画人物均称，画像头足比例在绘制时被夸大，腰手的比例被缩小。

## 保护修复

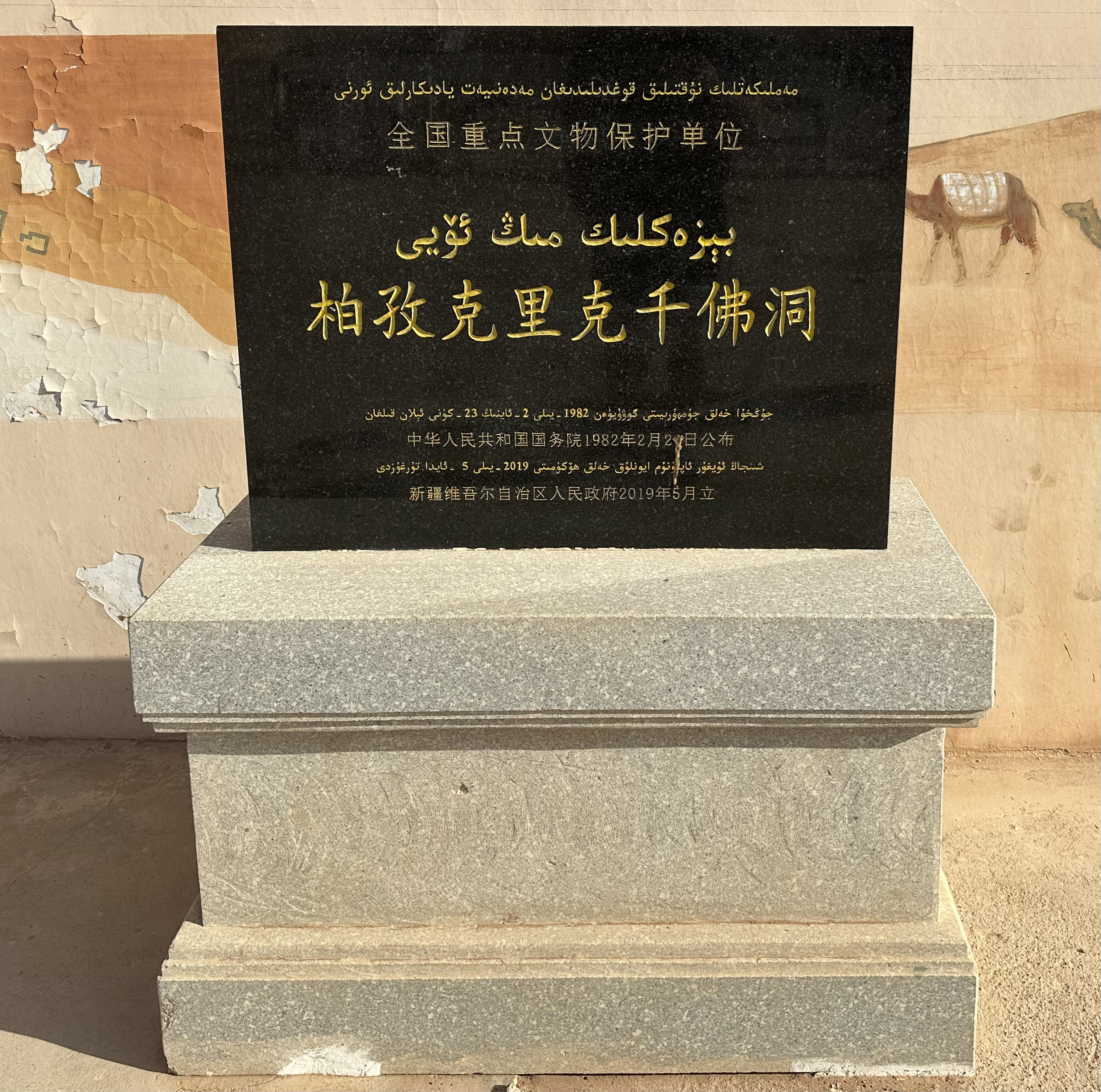
柏孜克里克千佛洞文保碑

1982年，中华人民共和国国务院将柏孜克里克千佛洞列为第二批全国重点文物保护单位。
柏孜克里克千佛洞面对多种不同的危害。其所处崖体曾发生大规模坍塌，坍塌破坏和风蚀导致崖体出现自顶至底的垂直于崖面的裂隙，裂隙可达20厘米。崖体坍塌还导致洞窟附近部分出现悬空，第1窟到第8窟的崖体发育有数条冲沟，冲沟深度最大2米。柏孜克里克千佛洞的壁画因溶盐破坏、沙土和碎石带来的外压力、特殊的洞窟形、地震等自然灾害，而面临着地仗层之间或地仗层与岩面之间出现的空鼓所带来的随时脱落的风险。比如第35窟，地仗空鼓面积达壁画面积的六成左右。另因吐鲁番地区温差大、气候干燥，在软化和快速干燥的过程中颜料层的胶质收缩变形，从而发生壁画起甲。因动植物颜料层含有的有机物可供微生物生长，因此产生的有机酸代谢产物会和含铜或钙颜料发生反应，从而使胶质变质，也会引发颜料层的起甲。如第16窟，壁画起甲面积近24平方米，并伴有壁画的整体脱落。除此之外，酥碱、胶结材料老化等也是柏孜克里克千佛洞石窟和壁画所面临的主要病害。
2010年代初，新疆重点文物保护项目领导小组执行办公室作为建设单位，敦煌研究院、兰州大学文物保护研究中心、西北大学文博学院、新疆文物古迹保护中心作为设计单位，甘肃中铁地质灾害防治技术工程有限公司为施工单位，对柏孜克里克千佛洞进行了两期抢险加固工程。两期工程为加固崖体、加固洞窟、减少风险采用锚杆锚固、土坯砌补、裂隙注浆、槽钢支顶、表面防风化加固、危岩清理等多种措施。并修建钢筋混凝土栈道。两期抢险加固工程分别被评为2011年度十大文物维修工程和2013年度全国十佳文物保护工程。